# ペット相談
『ペット相談』（ペットそうだん）は、NHK BS2で2003年11月4日から2009年3月25日まで放送されていたテレビ番組。

## 概要
飼い方、健康、しつけ、法律トラブル、美容などの視聴者からのペットについての質問に、獣医師やドッグトレーナーなどの専門家が答える。
ペット同伴の有名人ゲストのトークを交えて、ペットの実用情報を分かりやすく伝える。

## 放送時間
| 年度 | 通常回              | ダイジェスト    |
| ---- | ------------------- | --------------- |
| 2003 | 月〜木曜11:40-11:54 | 金曜12:15-12:43 |
| 2004 | 月〜木曜11:00-11:14 | 金曜10:30-10:58 |
| 2005 | 月〜木曜11:00-11:14 | 日曜10:40-10:54 |
| 2006 | 月〜木曜08:15-08:30 | 日曜10:40-10:55 |
| 2007 | 月〜水曜08:15-08:30 | -               |
| 2008 | 月〜水曜08:15-08:30 | -               |

## 出演者
- 好本惠（2003年 - 2007年）
- 大桃美代子（2007年 - 2009年）

## かわいいペット相談
「ペット相談」で2週間前に放送された内容を10分間に再構成した番組。2004〜2006年度に放送。
- 放送時間：NHKBS2 月曜08:05-08:15／月曜19:50-20:00